# Бертолд фон Нойфен
Бертолд фон Нойфен (на немски: Bertold von Neuffen Bischof von Brixen; Bertold von Neifen; * пр. 1212; † 18 юли 1224, Бриксен) от швабския род на господарите фон Нойфен, е княжески епископ на Бриксен в Италия (1216 – 1224).

## Биография
Той е син на граф Бертхолд I фон Вайсенхорн-Нойфен († 1221) и съпругата му Аделхайд фон Гамертинген († сл. 1208), единствената дъщеря на граф Адалберт II фон Ахалм-Хетинген († пр. 1172) и Аделхайд/Мехтилд. Брат е на Алберт I фон Нойфен († сл. 1245), господар на Нойберг в района на Швебиш Хал, и Хайнрих I фон Нойфен († сл. 1246), граф на Нойфен и Ахалм. Сестра му Матилда († 1225) е абатиса на манастир „Обермюнстер“ в Регенсбург.
През 1208 г. Бертолд е вицедом (щатхалтер) на княжеския епископ на Тренто в Италия и през 1212 г. прото-нотар (канцлеларски директор) на римско-немския крал Фридрих II. Още през 1213 г. Фридрих го изпраща с политическа мисия отново в Италия. През 1215 г. той става пропст в Шпайер. Чрез влиянието на Хоенщауфените Бертолд е избран през 1217 г. от катедралния капител на княжески епископ на Бриксен.
От 1218 до 1220 г. той участва в Кръстоносния поход до Дамиета в Египет, по това време един щатхалтер го замества в епископството и едва след завръщането му е помазан за епископ. През 1220 г. Бертолд придружава Фридрих II за короноването му в Рим.
Епископ Бертолд фон Бриксен умира през 1224 г.